# Teodoro Cottrau
Teodoro Cottrau (Nápoles, 7 de diciembre de 1827 - Nápoles, 30 de marzo de 1879) fue un compositor, editor de partituras, periodista y político italiano, famoso por sus canciones napolitanas, algunas tan célebres como Santa Lucia o Addio a Napoli.
Fue hijo del compositor y editor Guglielmo Cottrau (1797 – 1847). Cottrau desarrolló toda su carrera en Nápoles. Amigo de los compositores de ópera del momento, publicó recopilaciones de arias y canciones.

## Santa Lucia
La canción más popular de Cottrau es Santa Lucia (1848), con texto en napolitano que el propio Cottrau tradujo posteriormente al italiano durante el Risorgimento. El poeta y periodista italiano de origen dálmata, Enrico Cossovich, escribió una nueva letra para la canción. Esta nueva versión del texto fue la que triunfó y alcanzó mayor popularidad, lo que originó un pleito entre Cottrau y Cossovich. El título de Santa Lucia alude al barrio costero de Nápoles llamado Borgo Santa Lucia, que en la canción un marinero observa desde su barca mientras navega por la bahía napolitana.
Elvis Presley realizó una versión en inglés de esta canción acompañado de guitarra acústica y coros para la banda sonora de la película de 1964 Viva Las Vegas.